# El Recuerdo, Veracruz
El Recuerdo är en ort i Mexiko.   Den ligger i kommunen Comapa och delstaten Veracruz, i den sydöstra delen av landet, 250 km öster om huvudstaden Mexico City. El Recuerdo ligger 596 meter över havet och antalet invånare är 109.
Terrängen runt El Recuerdo är varierad, och sluttar brant österut. Runt El Recuerdo är det ganska tätbefolkat, med 78 invånare per kvadratkilometer. Närmaste större samhälle är Paso del Macho, 17,9 km söder om El Recuerdo. I omgivningarna runt El Recuerdo växer huvudsakligen savannskog.